# Mattschwarzer Bovistnagekäfer

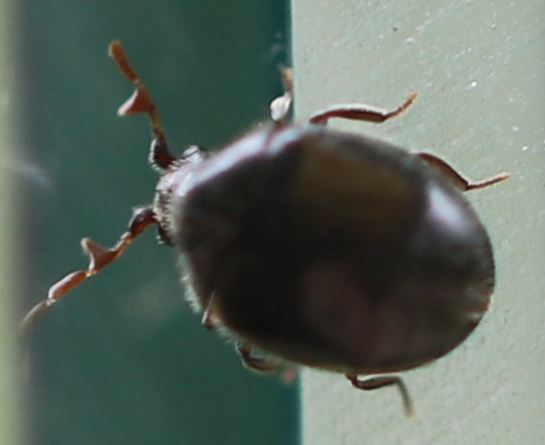
Rechtes Fühlerendglied fehlt

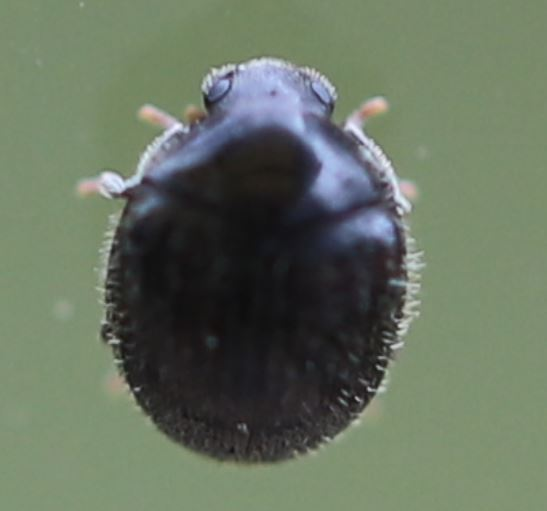
Käfer mit nach unten geklappten Fühlern

Der Mattschwarze Bovistnagekäfer (Caenocara bovistae) ist ein Käfer aus der Familie der Nagekäfer (Ptinidae). Dort gehört die Art zur Unterfamilie Dorcatominae.

## Merkmale
Die ovalrundlichen Käfer sind 1,6–2,5 mm lang. Ihr schwarzer Körper ist mit kurzen aufgerichteten weißlichen Härchen bedeckt. Der Halsschild ist nach vorne hin stark verschmälert. Die Flügeldecken weisen am Vorderrand zwei eckige Schulterbeulen sowie an den Seitenrändern Längsrinnen auf. Die Fühler bestehen aus 9 Fühlergliedern. Der Scapus ist vergrößert. Daran schließen sich fünf winzige Mittel- sowie drei größere Endglieder an. Das erste Endglied weist einen seitlichen Fortsatz auf. Die Facettenaugen sind tief ausgeschnitten und beinahe in zwei Hälften geteilt. Die oberen und unteren Augenhälften sind lediglich am äußeren Seitenrand über eine schmale Stelle miteinander verbunden. Auf der Unterseite besitzen die Käfer Grübchen, in welchen sie bei Gefahr ihre Beine verstecken können.

## Ähnliche Arten
- Caenocara affinis – sehr ähnlich, unterschiedliche Haaranordnung, verwechslungsträchtig, viel seltener[1][3]

## Verbreitung
Die Art ist in der Paläarktis verbreitet. In Europa ist die Art fast überall vertreten. Sie fehlt offenbar auf Irland sowie im alpinen Raum.

## Lebensweise
Die Käfer findet man gewöhnlich in Laubwäldern und Waldrändern, auf Trockenrasen und auf Ruderalflächen. Die Larven entwickeln sich in verschiedenen Bovisten, darunter Hasen-Stäubling (Lycoperdon caelatum), Bovista paludosa und Bleigrauer Bovist (Bovista plumbea). Die Larven ernähren sich von der mit Sporen gefüllten inneren Masse der Pilzschwämme. Die Larven verpuppen sich in den Pilzen und überwintern dort in einer Puppenwiege. Im Frühjahr, in den Monaten Mai und Juni, erscheinen die Imagines.